# Von Dutch
Von Dutch è un singolo della cantante britannica Charli XCX, pubblicato il 29 febbraio 2024 come primo estratto dal sesto album in studio Brat.
È stato riconosciuto come miglior registrazione pop dance ai Grammy Awards 2025, mentre la versione remix è stata candidata nella categoria alla miglior composizione remixata, non classica.

## Descrizione
La canzone è stata scritta dalla stessa cantante e Finn Keane, che si è occupato anche della produzione. Keane aveva già prodotto diversi brani del mixtape Pop 2 (2017), del quinto album in studio Charli (2019) e curato il brano Speed Drive facente parte della colonna sonora del film Barbie del 2023. Il brano tratta dell'accettazione di essere un oggetto di pettegolezzo o di ossessione dei fan, con il titolo che si riferisce allo status di culto dell'omonimo marchio di moda statunitense.
Il 22 marzo 2024 è stata pubblicata una versione remix del brano curata da A. G. Cook e che ha visto la partecipazione vocale della cantante statunitense Addison Rae.

## Video musicale
Il video, diretto da Torso, è stato reso disponibile il 29 febbraio 2024 attraverso il canale YouTube della cantante. Le riprese si sono tenute presso gli aeroporti di Parigi Charles de Gaulle e Parigi-Le Bourget; il punto di vista della regia è quella di un paparazzo che insegue la cantante attraverso un terminal aeroportuale, la quale cerca disperatamente di fuggire, riprendendo il significato del testo del brano.

## Tracce
Testi e musiche di Charlotte Aitchison e Finn Keane.
Download digitale
1. Von Dutch – 2:44

7"
- Lato A

1. Von Dutch – 2:44
2. The Von Dutch Remix (with Addison Rae and A. G. Cook) – 2:37

- Lato B

1. ?????? – 3:40

Download digitale – remix
1. The Von Dutch Remix (with Addison Rae and A. G. Cook) – 2:37

Chiave USB
1. Von Dutch – 2:44
2. The Von Dutch Remix (with Addison Rae and A. G. Cook) – 2:37
3. Edit – 3:40
4. Voice Note to Addison 20231108 – 1:39

Download digitale – remix
1. The Von Dutch Remix (with Skream and Benga) – 4:41

## Formazione
Hanno partecipato alle registrazioni, secondo le note di copertina:
- Charli XCX – voce
- EasyFun – strumentazione, produzione
- Tom Norris – missaggio
- Randy Merrill – mastering

## Classifiche
| Classifica (2024) | Posizione massima |
| ----------------- | ----------------- |
| Irlanda           | 34                |
| Regno Unito       | 26                |